# Spider-Man (Marvel Cinematic Universe)
Peter Parker è un personaggio interpretato da Tom Holland nel media franchise del Marvel Cinematic Universe (MCU), basato sull'omonimo personaggio di Marvel Comics, e noto anche con il suo alias, Spider-Man. All'inizio della storia Parker è uno studente di sedici anni della Midtown School of Science and Technology che acquisisce poteri sovrumani dopo essere stato morso da un ragno radioattivo e decide di usare le sue nuove abilità per combattere il crimine, diventando Spider-Man. Successivamente viene notato da Tony Stark, il quale gli fa da mentore e lo recluta come membro degli Avengers durante la battaglia contro Thanos. A seguito del Blip, Parker incontra e combatte brevemente Mysterio durante una gita scolastica in Europa; Mysterio accusa Parker per il suo omicidio e rivela al mondo la sua identità, spingendo Parker a cercare l'aiuto di Stephen Strange per ripristinare la sua identità segreta. L'incantesimo di Strange causa una frattura nel multiverso, ma viene infine risolta da un altro incantesimo che fa dimenticare a tutti gli abitanti del mondo la sua identità civile.
Holland è il terzo attore a interpretare Spider-Man dopo la prima iterazione del personaggio di Tobey Maguire nella trilogia di Sam Raimi Spider-Man (2002-2007) e di quella di Andrew Garfield nella duologia di Marc Webb The Amazing Spider-Man (2012-2014); questi ultimi appaiono nel film Spider-Man: No Way Home riprendendo i loro ruoli come personaggi di supporto per il Parker di Holland. Per distinguere sé stesso dalle sue varianti alternative, viene chiamato da esse "Peter-Uno".
Parker è un personaggio centrale nella "Saga dell'infinito" e nella "Saga del multiverso" del MCU, apparendo in sei film fino al 2022; un quarto film su Spider-Man è in sviluppo con Holland previsto per riprendere il ruolo. Delle versioni alternative di Spider-Man appaiono nelle serie animate What If...? (2021-2024) e Il vostro amichevole Spider-Man di quartiere (2025), nelle quali è doppiato da Hudson Thames. Holland ha ricevuto diversi elogi e riconoscimenti per la sua interpretazione di Spider-Man.

## Biografia del personaggio

### Primi anni
Peter Parker nacque il 10 agosto 2001 a Forest Hills, nei Queens. I suoi genitori (Richard e Mary Parker) morirono presumibilmente quando era ancora più giovane e per gran parte della sua vita fu allevato dagli zii Ben e May Parker. Nel 2011, alla Stark Expo, il piccolo Peter Parker cercò di affrontare un drone impazzito di Justin Hammer, controllato da Whiplash, e venne salvato da Iron Man.
Da adolescente, Peter inizia a frequentare il liceo Midtown School of Science and Technology; Ben muore e rimane solo May a occuparsi del nipote. A quindici anni, in circostanze non specificate, Parker viene morso da un ragno radioattivo e acquisisce poteri sovrumani simili a quelli di tale aracnide, oltre che una resistenza, agilità e forza superiori. Decide di usare le sue nuove abilità per aiutare gli altri, indossando un costume raffazzonato e creando una sostanza vischiosa simile a ragnatele da spruzzare contro gli avversari; assume così l'identità segreta di Spider-Man.

### Guerra civile tra gli Avengers
Nel 2016, sei mesi dopo che Peter è diventato Spider-Man, Tony Stark nota le sue prodezze su YouTube. Dopo averlo rintracciato gli propone di unirsi a lui per uno "stage", che in realtà consiste nell'andare in Germania per combattere gli Avengers ribellatesi agli Accordi di Sokovia. Peter viene dotato da Stark di una nuova tuta altamente tecnologica e, all'aeroporto di Lipsia / Halle, si unisce a Stark, Rhodey Rhodes, Natasha Romanoff, T'Challa e Visione nel combattere Steve Rogers, Bucky Barnes, Sam Wilson, Clint Barton, Wanda Maximoff e Scott Lang. Peter riesce a tenere testa agli avversari, mettendoli in notevole difficoltà, tanto da essere lui ad avere l'idea vincente per sconfiggere Lang divenuto Giant-Man. Al termine dello scontro, nonostante Rogers e Barnes riescano a fuggire, Stark rimanda Peter a casa affinché non rischi di farsi male.

### Lo scontro con l'Avvoltoio
Parker è molto eccitato dall'esperienza vissuta e Stark promette di contattarlo in futuro per altre missioni da supereroi usando come tramite il suo autista e guardia del corpo Happy Hogan. Nei due mesi seguenti Peter bilancia la sua vita da studente a quella da eroe, ma trascura sempre di più i suoi doveri scolastici a favore delle attività da Spider-Man. Il suo migliore amico Ned Leeds scopre casualmente la sua identità di Spider-Man e viene quindi coinvolto nel suo vigilantismo; Parker scopre le attività di Adrian Toomes, che si occupa di trafficare armi dotate di tecnologia dei Chitauri rivendendole a criminali. Il suo primo confronto con Toomes lo porta a rischiare la vita, ragion per cui Stark, che lo controlla, gli ordina di rimanerne fuori. Peter cerca comunque di fermare Toomes da solo e involontariamente manda all'aria una missione dell'FBI messa in piedi da Stark per arrestare Toomes e i suoi uomini (Herman Schultz e Phineas Mason) causando la distruzione di un traghetto, ragion per cui Stark lo rimprovera e gli confisca la tuta da Spider-Man come punizione per la sua imprudenza. Abbattuto, Parker si dedica completamente agli studi e alle sue relazioni personali ma poi scopre che Toomes è il padre di Liz, la ragazza che gli piace e che ha invitato al ballo scolastico. Toomes intuisce l'identità segreta di Peter e lo minaccia affinché non intervenga nei suoi piani. Il ragazzo decide comunque di intervenire e, aiutato anche da Ned, impedisce a Toomes di rubare delle armi trasferite dall'Avengers Tower, salvandolo dall'esplosione della sua tuta malfunzionante e consegnandolo alla polizia. 
Successivamente Peter viene contattato da Happy, che lo ringrazia per aver salvato il suo lavoro impedendo il furto, dopodiché lo porta alla nuova sede degli Avengers. Stark si congratula con il ragazzo per il suo lavoro e gli offre di diventare a tutti gli effetti un Avenger, ma Peter riconosce di non essere pronto e decide di rifiutare; Stark gli lascia la tuta tecnologica e May scopre che lui è Spider-Man in quanto lo sorprende con il costume addosso.

### La guerra dell'infinito e resurrezione
Nel 2018, mentre si trova in gita scolastica, Peter assiste all'arrivo a New York della nave spaziale dell'Ordine Nero, in cerca della Gemma del Tempo per conto del perfido Thanos. Facendosi coprire da Ned, Parker veste i panni di Spider-Man per scappare dallo scuolabus e andare ad aiutare Stark a combattere il Cacciatore d'Ossidiana. Fauce d'Ebano riesce a rapire il dottor Stephen Strange per estorcergli la Gemma del tempo e lo porta nello spazio con la sua astronave, seguito da Parker e Iron Man. Questi ultimi salvano lo stregone e uccidono Fauce, decidendo di viaggiare sul pianeta Titano per combattere direttamente Thanos e impedirgli di impossessarsi delle Gemme dell'infinito con cui intende sterminare metà della popolazione dell'universo; Stark ne approfitta per dichiarare Peter un membro ufficiale degli Avengers. 
Su Titano i tre si scontrano brevemente con il resto dei Guardiani della Galassia (Star-Lord, Drax e Mantis); dopo essersi resi conto di avere lo stesso obiettivo, si uniscono per combattere il potente Thanos. Strange usa la Gemma del Tempo per visualizzare 14.000.605 futuri possibili e scopre che solo in uno gli eroi riescono a vincere contro il Titano Pazzo. Il gruppo (a cui poi si aggiunge Nebula) elabora un piano per strappare a Thanos il Guanto dell'Infinito, ma falliscono dopo che Quill perde il controllo apprendendo che il titano ha ucciso la sua amata Gamora. Durante lo scontro, Peter salva il resto dei Guardiani quando Thanos scatena tutta la sua potenza. Successivamente il titano giunge sulla Terra, conquista tutte le Gemme e stermina metà della popolazione. Peter risulta tra le vittime; grazie al suo senso del ragno è l'unico a percepire la morte imminente ed è l'ultimo a scomparire su Titano, dissolvendosi tra le braccia di Stark.
Cinque anni dopo, nel 2023, il piano degli Avengers superstiti ha successo e tutti gli scomparsi tornano in vita grazie a Bruce Banner. Strange apre un portale per aggiungersi alla battaglia finale contro un Thanos alternativo proveniente dal 2014 e il suo esercito. Peter nello scontro si ricongiunge con Tony e porta al sicuro il Guanto dell'Infinito consegnandolo a Carol Danvers. Assiste agli ultimi istanti di vita di Stark e partecipa al suo funerale con May prima di tornare a scuola, riunendosi con Ned.

### Vacanze scolastiche e lo scontro con Mysterio
Nel 2024, otto mesi dopo il Blip, Peter (ancora segnato dalla morte di Stark) decide di mettere da parte l'attività di Spider-Man per una gita scolastica estiva con Ned e altri suoi compagni di classe. Il ragazzo ha sviluppato una cotta per la sua compagna Michelle "MJ" Jones-Watson e intende dichiararle i suoi sentimenti durante il viaggio. A Venezia la classe assiste all'attacco di un gigantesco mostro d'acqua che viene sconfitto da un eroe sconosciuto, Quentin Beck (successivamente ribattezzato "Mysterio"). Successivamente Peter viene avvicinato da Nick Fury, il quale lo assume per assistere lui, Maria Hill e Beck nella battaglia contro i mostri noti come Elementali che si stanno manifestando in tutto il mondo. Peter riceve da Fury EDITH, un'intelligenza artificiale inserita in un paio di occhiali da sole creata da Stark e destinata a lui. Parker e Beck combattono un Elementale a Praga ma Peter mette a rischio la missione a causa della sua inesperienza e, demoralizzato, decide di trascorrere il resto della vacanza normalmente, passando EDITH a Quentin ritenendolo degno di fiducia. Cerca poi di confessare i suoi sentimenti ad MJ e quest'ultima rivela di aver intuito che lui in realtà è Spider-Man; i due scoprono poi tramite un proiettore che Mysterio in realtà è un criminale truffatore che sfrutta droidi avanzati e illusioni per creare distruzione con gli Elementali e spacciarsi così per un eroe. Parker va a Berlino per avvertire Fury ma Beck, che ha scoperto di essere stato smascherato, lo anticipa sui tempi e lo trae in inganno tramite gli ologrammi per spingerlo a dire chi altro abbia scoperto la frode, per poi cercare di ucciderlo facendolo investire da un treno.
Peter sopravvive fortuitamente e finisce nei Paesi Bassi, dove contatta Happy per farsi aiutare e gli spiega la situazione, trovando per la prima volta conforto riguardo al senso di inferiorità che nutre verso il defunto Stark. Il malvagio Mysterio usa EDITH per creare un gigantesco attacco di Elementali a Londra, intendendo uccidere gli amici di Peter che conoscono le sue vere intenzioni, ma Spider-Man arriva e riesce a sconfiggerlo e a disattivare i droni, sebbene nel combattimento Mysterio cerchi nuovamente di ingannarlo e ucciderlo finendo così per essere ferito mortalmente da un drone. Il caro ragazzo si riunisce con MJ e i due si dichiarano con successo i propri sentimenti reciproci, mettendosi insieme al ritorno di New York. Tuttavia, due settimane dopo, viene trasmesso su TheDailyBugle.net un reportage di J. Jonah Jameson relativo a filmati ritoccati da Mysterio registrati poco prima di morire, in cui accusa Spider-Man di aver causato l'attacco dei droni e rivelando pubblicamente la sua vera identità di Peter Parker.

### L'esposizione dell'identità segreta e il Multiverso
L'esposizione della vera identità di Peter, macchiata inoltre dalle false accuse di Mysterio, genera numerosi problemi nella vita del ragazzo. Su di lui si riversano numerosi problemi legali che vengono assolti grazie all'avvocato Matt Murdock, ma l'opinione pubblica si divide tra chi crede a Parker e ai sostenitori di Mysterio e Jameson che ritengono Spider-Man un assassino; pertanto, Peter è costretto a sopportare la diffamazione dei mass media e delle folle che lo attaccano anche nella vita privata, coinvolgendo i suoi amici e familiari. A causa delle controversie, Parker, MJ e Ned vengono esclusi dall'ammissione all'MIT. Il ragazzo decide di andare a chiedere aiuto al Dottor Strange per chiedergli di far dimenticare a tutti la sua identità segreta; lo stregone accetta di aiutarlo e inizia a lanciare le Rune di Kof-Kol, un incantesimo che farà dimenticare a tutto il mondo che Peter Parker è Spider-Man (nonostante gli avvertimenti di Wong, perché troppo rischioso con le realtà sconosciute). Durante il lancio dell'incantesimo tuttavia il ragazzo chiede numerose modifiche affinché non cancelli le memorie delle persone a lui più care e ciò porta accidentalmente al suo malfunzionamento. Dopo essere stato scacciato da Strange, Peter si dirige quindi sul ponte a parlare con l'amministratrice dell'MIT per convincerla ad ammettere i suoi amici MJ e Ned di venire da lui e purtroppo si imbatte faccia a faccia nel supercriminale Dottor Octopus, che lo attacca scambiandolo per lo Spider-Man del suo universo, e poi in Green Goblin.
Peter viene teletrasportato da Strange nel Sanctum Sanctorum, che spiega al ragazzo che la manomissione dell'incantesimo ha portato diversi visitatori da altri universi a invadere la loro realtà, tutte le persone che sanno che Peter Parker e Spider-Man sono la stessa persona; rinchiude Octopus e Lizard (un altro supercriminale che il Maestro delle Arti Mistiche lo ha seguito nelle fogne) in speciali celle di contenimento, dopodiché ordina a Peter, MJ e Ned di recuperare gli altri visitatori. Parker imprigiona Norman Osborn, Max Dillon e Flint Marko, ma poi apprende da Strange che alcuni di loro sono destinati a morire nel loro universo, rimanendo uccisi combattendo Spider-Man. Andando contro il volere dello stregone, che vuole rispedire i criminali nei loro universi, Peter riesce a bloccarlo nella Dimensione Specchio e si fa aiutare da May per tentare di curare i supercriminali dalla loro condizione, così che possano cambiare il loro fato una volta tornati nei rispettivi universi natali. Octavius viene curato con successo ma Osborn si rivela posseduto dall'identità del terribile Goblin e si rivolta contro Peter con la complicità di Electro, Lizard e Sandman, che non vogliono rinunciare ai loro poteri. Goblin si scontra con Spider-Man e ferisce mortalmente May, che spira dopo aver ricordato al nipote che dal suo potere deriva la responsabilità di aiutare gli altri. Happy viene arrestato e il povero Peter è costretto a scappare dalla polizia che lo incrimina per l'esplosione del palazzo causata dal Goblin.
Mentre piange la perdita della zia, Parker viene raggiunto e consolato da MJ e Ned, accompagnati dalle altre due versioni alternative di Peter Parker, alias Spider-Man, arrivati anche loro lì a causa dello stesso incantesimo andato storto: uno più anziano che ha combattuto Green Goblin, il Dottor Octopus e Sandman, e l'altro che ha combattuto Electro e Lizard, i quali hanno sofferto il suo stesso trauma della perdita di una persona cara ed incoraggiano Peter a continuare a combattere. I tre Spider-Man architettano quindi nuovamente un piano per curare i supercriminali dopo averli attirati alla Statua della Libertà. Ad aiutarli intervengono Strange e Octopus e gran parte degli avversari viene guarita, ma Goblin distrugge la scatola che contiene l'incantesimo malfunzionante provocando una spaccatura nel multiverso. Parker, in preda al dolore e alla rabbia, quasi uccide Goblin, ma viene fermato dalla sua versione alternativa più anziana. Anche Norman Osborn viene finalmente curato e Peter capisce che l'unico modo per salvare il suo universo è permettere a Strange di lanciare nuovamente l'incantesimo affinché tutti si dimentichino chi sia Peter Parker. Dopo aver salutato suoi sé stessi alternativi, promette a MJ e Ned di tornare da loro.
Qualche tempo dopo Peter cerca di ricongiungersi ai suoi amici, ma vedendoli entrambi felici nella loro nuova situazione e senza alcun ricordo di lui, cambia idea per tenerli al sicuro. Mentre si trova davanti alla tomba di May per renderle omaggio, ha una conversazione con Happy (senza che neanche lui si ricordi chi sia) che lo ispira a continuare la sua carriera da eroe in solitudine. Il ragazzo si trasferisce in un modesto appartamento, inizia a studiare per ottenere il GED e si fabbrica da solo un nuovo costume per riprendere a combattere il crimine.

### Nel mirino di Kingpin
Nel 2027, Parker viene menzionato dal nuovo sindaco di New York Wilson Fisk nel suo programma anti-vigilanti, insieme ad altri vigilanti come Daredevil o il Punitore.

## Versioni alternative

### What If...?
Una versione alternativa di Peter Parker appare nella serie animata What If...?, in cui è doppiato da Hudson Thames.

#### Epidemia di zombi
In un 2018 alternativo Peter è tra i pochi sopravvissuti all'epidemia di un virus quantico che trasforma le persone in zombie; assieme ad altri eroi superstiti cerca una cura che si scopre risiedere nella Gemma della Mente. Dopo aver combattuto la zombificata Wanda Maximoff, Parker riesce a fuggire con T'Challa e Scott Lang verso il Wakanda per trasmettere un segnale che guarisca gli infetti, senza sapere che li attende un Thanos zombificato con il suo esercito.

### Spider-Man: No Way Home
Nel film Spider-Man: No Way Home appaiono due Peter Parker alternativi provenienti da altri universi alternativi, giunti a causa di un incantesimo rovinato del dottor Stephen Strange.

#### "Peter-Due"
Questa versione di Peter Parker (interpretata da Tobey Maguire) è una variante più adulta capace di produrre ragnatele dai polsi. Nel suo universo è riuscito a far funzionare la sua relazione con la donna da lui amata, Mary Jane Watson, dopo il sacrificio del suo defunto amico Harry Osborn. Conforta Peter-Uno per la recente perdita di zia May parlandogli della morte di zio Ben. Assiste gli altri due Peter Parker nel combattere i criminali multiversali (tra cui il Goblin e l'Uomo Sabbia), ricongiungendosi con il Dottor Octopus. Successivamente impedisce a Peter-Uno di uccidere Goblin per vendicare May e viene pugnalato a tradimento dal supercriminale. Sopravvive alla ferita e torna al suo universo dopo aver salutato le sue due versioni alternative.

#### "Peter-Tre"
Il Peter Parker (interpretato da Andrew Garfield) di questo universo, in seguito alla morte della sua ragazza, Gwen Stacy, ha iniziato a trascurare la sua vita da Peter Parker per dedicarsi a quella di Spider-Man, diventando eccessivamente violento e vendicativo verso i criminali. Giunto nel MCU incontra le altre due versioni di sé stesso e contribuisce a fermare i loro avversari, tra cui Lizard ed Electro, ricongiungendosi con quest'ultimo. Riesce a "redimersi" per la morte di Gwen salvando MJ per conto di Peter-Uno da una caduta causata dal Green Goblin nel suo universo. Rispetto agli altri due si sente inadeguato in quanto si è scontrato con criminali meno pericolosi e, come Peter-Uno, trova incredibile/sorprendente il fatto che Peter-Due spari le ragnatele organicamente dal suo polso, senza aver bisogno dell'aiuto delle loro spara-ragnatele. Torna nel suo universo più sereno, dopo essersi salutato con le altre due versioni di sé stesso.

### Il vostro amichevole Spider-Man di quartiere
Il vostro amichevole Spider-Man di quartiere esplora la storia delle origini di una versione alternativa di Peter Parker ed i suoi primi giorni da Spider-Man, in cui Norman Osborn gli fa da mentore nel primo e nel secondo anno delle scuole superiori.

## Caratterizzazione

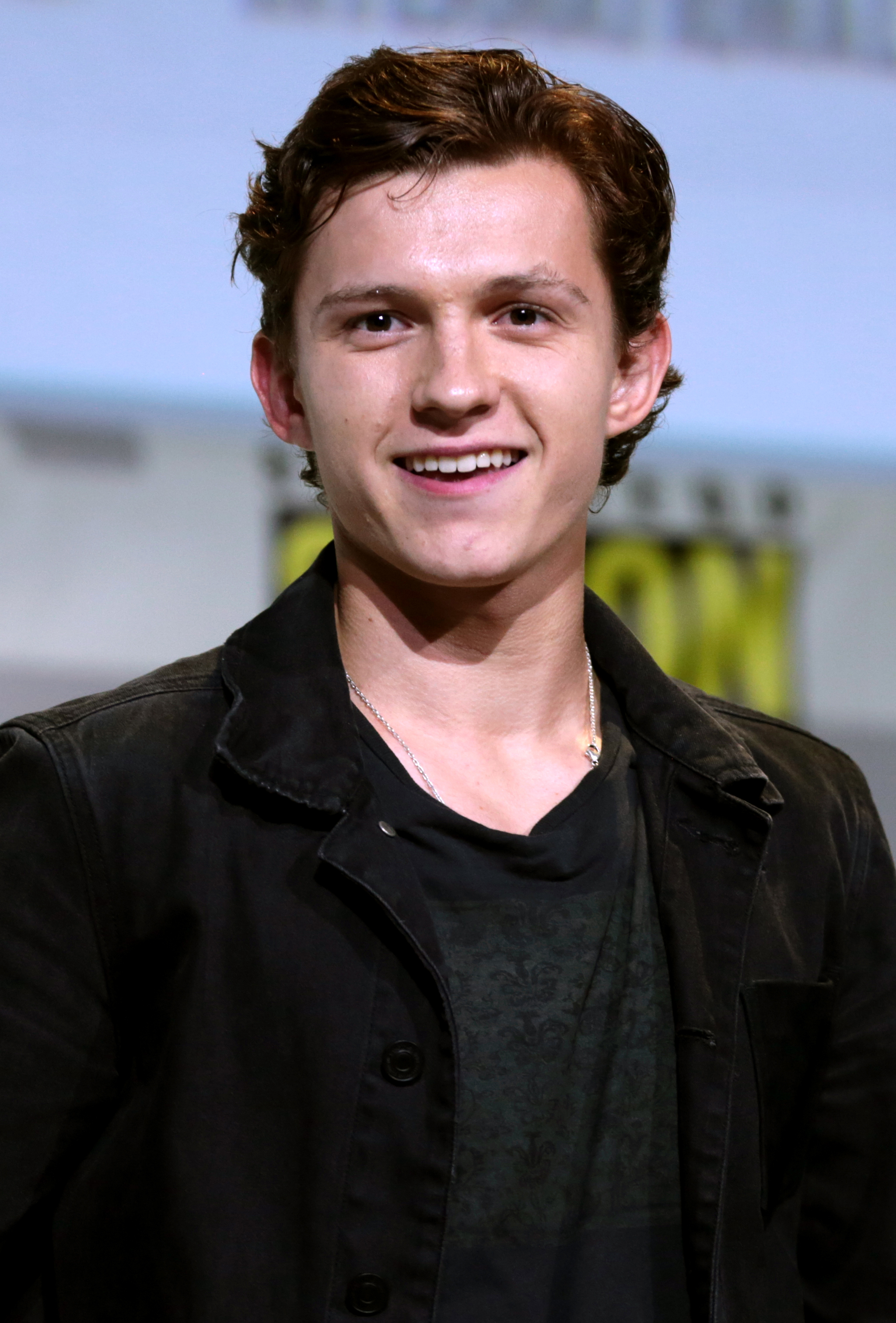
Tom Holland al San Diego Comic-Con del 2016 per la presentazione di Spider-Man: Homecoming

Tom Holland appare per la prima volta come Peter Parker nel Marvel Cinematic Universe in Captain America: Civil War, dove viene reclutato da Tony Stark per aiutarlo ad arrestare Steve Rogers e gli altri Avengers ribelli. Il produttore Kevin Feige disse che Parker sarebbe stato diviso tra le ideologie dei supereroi, basandosi sulle prime idee di Stan Lee e Steve Ditko. Anthony Russo affermò che lo schieramento di Parker dalla parte di Iron Man deriva da "un rapporto molto personale" che sviluppa con Stark, non tanto su scelte politiche. I Russo speravano di adottare un approccio più logico, realistico e naturale al personaggio rispetto alle sue precedenti rappresentazioni cinematografiche; la sua introduzione doveva adattarsi allo "specifico mondo stilistico tonale" del MCU stabilito dai registi in Captain America: The Winter Soldier, consistente nella contemporaneizzazione del personaggio. La tuta di Spider-Man è stata resa più tradizionale.

## Concezione e sviluppo
Peter Parker è apparso per la prima volta nei fumetti nella serie antologica Amazing Fantasy n. 15 (agosto 1962). Ottenne un grande successo tra gli adolescenti, che richiesero la continuazione della storia; pertanto il redattore e capo sceneggiatore della Marvel Comics Stan Lee decise di creare un personaggio in cui i ragazzi potessero identificarsi. Lee ha citato come influenza il combattente del crimine The Spider di un Pulp magazine e la vista di un ragno che si arrampicava su un muro, aggiungendo nella sua autobiografia di aver raccontato così spesso questa storia da essere diventato incerto se sia o meno vera. Lee voleva che il personaggio fosse un ragazzo "molto umano" con problemi umani tipicamente adolescenziali e capace di commettere errori. Nel frattempo Jack Kirby aveva realizzato con Joe Simon un personaggio rimasto inedito dagli Anni Cinquanta, consistente in un ragazzo orfano che vive con un'anziana coppia e che trova un anello magico con cui acquista poteri sovrumani. Lee ordinò a Kirby di dare corpo al personaggio e di disegnare alcune pagine. Insoddisfatto dalla direzione della storia di Kirby, Lee affidò il progetto a Steve Ditko che ridisegnò il personaggio con un costume la cui maschera coprisse il volto, capacità di arrampicarsi sui muri e polsini speciali con cui sparare ragnatele. Sotto la direzione di Lee, il personaggio divenne Peter Parker, uno studente delle superiori che acquista poteri da ragno dopo essere stato morso da un ragno radioattivo.

### Prodotti televisivi e cinematografici
La Toei produsse e trasmise in Giappone dal 1978 al 1979 una serie tokusatsu (live-action) con un personaggio originale di nome Takuya Yamashiro che assume i panni di Spider-Man, chiamato "Supaidā-Man". Spider-Man è apparso in una trilogia di film live-action diretti da Sam Raimi dal 2002 al 2007 con Tobey Maguire nei panni dell'eroe protagonista (Spider-Man, Spider-Man 2 e Spider-Man 3); un quarto film era originariamente previsto per il 2011, ma la Sony decise di riavviare il franchise con un nuovo regista e cast. Furono prodotti due nuovi film, The Amazing Spider-Man (2012) e The Amazing Spider-Man 2 (2014), diretti da Marc Webb con Andrew Garfield.
Dopo il cyberattacco dei computer della Sony Pictures nel novembre 2014, vennero trapelate delle e-mail tra il co-presidente della Sony Pictures Entertainment Amy Pascal e il presidente Doug Belgrad in cui si affermava che la Marvel intendeva includere Spider-Man (i cui diritti cinematografici erano concessi in licenza alla Sony) nel futuro Captain America: Civil War, ma sembrava che i colloqui tra gli studios non avessero portato da nessuna parte. Tuttavia, nel febbraio 2015, gli studios raggiunsero un accordo che permettesse l'uso di Spider-Man in un film del MCU, specificatamente in Civil War. Secondo l'accordo, la Sony Pictures avrebbe continuato a possedere, finanziare, distribuire ed esercitare il controllo creativo ultimo sui film di Spider-Man. Il mese successivo, Joe Quesada indicò che l'alias che sarebbe stato utilizzato per il personaggio era Peter Parker, confermato da Kevin Feige ad aprile. Feige affermò anche che la Marvel stava lavorando per aggiungere Spider-Man nel MCU almeno dall'ottobre 2014. Il giugno successivo, Feige chiarì che l'iniziale accordo con la Sony non avrebbe consentito al personaggio di apparire in alcuna serie televisiva del MCU. Lo stesso mese, le compagnie annunciarono che Tom Holland era stato scelto dopo molte audizioni per interpretare Spider-Man nel MCU; fece il suo debutto in Civil War, riprendendo il ruolo in film successivi.
Nell'agosto 2019 le negoziazioni tra Sony e Marvel furono interrotte, rendendo incerto il futuro del personaggio nel MCU. Il mese successivo fu però siglato un nuovo accordo tra le due società che permise il ritorno di Spider-Man a partire da Spider-Man: No Way Home, uscito il 15 dicembre 2021. Tale contratto permette al personaggio di apparire sia nei film del MCU che in quelli indipendenti della Sony Pictures appartenenti al franchise mediatico dello Spider-Man Universe. No Way Home è l'ultimo film incluso nel contratto originale di Holland per interpretare il personaggio; l'attore inizialmente affermò che sarebbe potuto essere il momento giusto per lui di dimettersi dal ruolo, suggerendo la sostituzione di Peter Parker con quella di Miles Morales, ma poi si dichiarò disposto a tornare per interpretare il personaggio in ulteriori pellicole.

## Differenze dai fumetti
Questa versione di Peter Parker differisce per numerosi aspetti dalla versione dei fumetti; nei film Peter inizia subito ad agire da eroe nei panni di Spider-Man, mentre nei fumetti inizialmente usa i suoi nuovi poteri a scopi egoistici, decidendo di cambiare quando il suo comportamento indifferente causa la morte di suo zio Ben Parker. Quest'ultimo gioca un ruolo molto meno significativo nelle pellicole: viene menzionato solo nella serie What if...? ed è implicito che sia deceduto da prima che cominciasse la storia. Nel MCU Peter viene seguito da diversi mentori quali Tony Stark, Happy Hogan, Quentin Beck (che in realtà lo vuole manipolare) e May Parker. È zia May ad essere un'importante figura genitoriale nella vita di Peter e a sostituire Ben Parker nella tradizionale storia di Spider-Man, in quanto gli insegna che "da un grande potere derivano grandi responsabilità" ed è la sua morte a segnare profondamente Peter, che si incolpa dell'accaduto.
Numerosi rapporti di Peter sono diversi nei film rispetto ai fumetti: il suo migliore amico non è Harry Osborn, ma Ned Leeds. Invece di Mary Jane Watson o Gwen Stacy ha una relazione prima con Liz Toomes (figlia dell'Avvoltoio) e poi con Michelle Jones-Watson ("MJ"). Nelle pellicole tutte le persone vicine a Parker vengono a sapere che lui è Spider-Man, finché il criminale Mysterio rivela la sua vera identità al mondo intero; nei fumetti è Peter stesso a smascherarsi per dimostrare il suo sostegno agli Accordi di Sokovia. Nei film Peter si fa aiutare da Stephen Strange per far dimenticare a tutti l'esistenza di Peter Parker così da proteggere le persone a lui vicine e impedire al suo universo di collassare, mentre nei fumetti fa dimenticare a tutti l'esistenza di Spider-Man tramite un accordo con Mefisto.

## Accoglienza

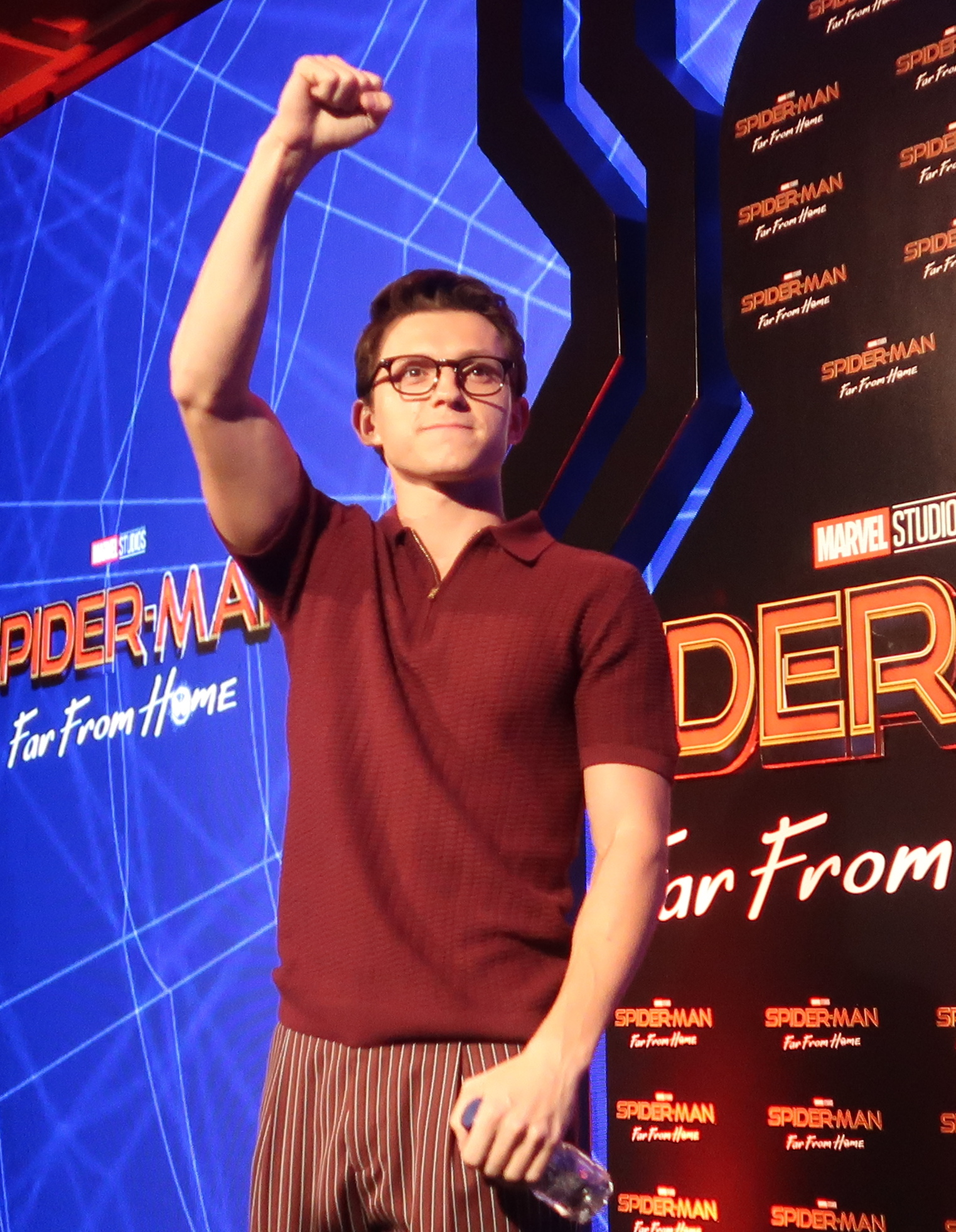
Tom Holland ha ricevuto elogi e numerosi riconoscimenti per la sua interpretazione di Spider-Man all'interno del MCU.

### Riconoscimenti
Per la sua interpretazione, Holland ha vinto numerosi premi.
| Anno | Film                       | Premio                             | Categoria                                      | Risultato | Riferimenti |
| ---- | -------------------------- | ---------------------------------- | ---------------------------------------------- | --------- | ----------- |
| 2016 | Captain America: Civil War | Golden Schmoes Awards              | Performance di svolta dell'anno                | Vincitore | [ 26 ]      |
| 2016 | Captain America: Civil War | Teen Choice Awards                 | Miglior ruba-scena                             | Candidato | [ 27 ]      |
| 2017 | Captain America: Civil War | Empire Awards                      | Miglior esordiente maschile                    | Candidato | [ 28 ]      |
| 2017 | Captain America: Civil War | Saturn Awards                      | Miglior attore emergente                       | Vincitore | [ 29 ]      |
| 2017 | Spider-Man: Homecoming     | London Film Critics' Circle Awards | Attore inglese / irlandese emergente dell'anno | Candidato | [ 30 ]      |
| 2017 | Spider-Man: Homecoming     | Teen Choice Awards                 | Miglior star emergente di un film              | Candidato | [ 31 ]      |
| 2017 | Spider-Man: Homecoming     | Teen Choice Awards                 | Miglior attore in un film dell'estate          | Vincitore | [ 31 ]      |
| 2018 | Spider-Man: Homecoming     | Saturn Awards                      | Miglior attore emergente                       | Vincitore | [ 32 ]      |
| 2018 | Avengers: Infinity War     | Teen Choice Awards                 | Miglior attore in un film d'azione             | Candidato | [ 33 ]      |
| 2019 | Spider-Man: Far From Home  | Teen Choice Awards                 | Miglior attore in un film dell'estate          | Vincitore | [ 34 ]      |
| 2019 | Spider-Man: Far From Home  | Saturn Awards                      | Miglior attore emergente                       | Vincitore | [ 35 ]      |
| 2019 | Spider-Man: Far From Home  | People's Choice Awards             | Star maschile in un film del 2019              | Candidato | [ 36 ]      |
| 2019 | Spider-Man: Far From Home  | People's Choice Awards             | Star in un film d'azione del 2019              | Vincitore | [ 36 ]      |
| 2022 | Spider-Man: No Way Home    | Critics' Choice Super Awards       | Miglior attore in un film sui supereroi        | Candidato | [ 37 ]      |
| 2022 | Spider-Man: No Way Home    | Nickelodeon Kids' Choice Awards    | Miglior attore                                 | Vincitore | [ 38 ]      |
| 2022 | Spider-Man: No Way Home    | MTV Movie & TV Awards              | Miglior performance in un film                 | Vincitore | [ 39 ]      |
| 2022 | Spider-Man: No Way Home    | MTV Movie & TV Awards              | Miglior eroe                                   | Candidato | [ 39 ]      |
| 2022 | Spider-Man: No Way Home    | MTV Movie & TV Awards              | Miglior bacio                                  | Candidato | [ 39 ]      |
| 2022 | Spider-Man: No Way Home    | MTV Movie & TV Awards              | Miglior combattimento                          | Candidato | [ 39 ]      |
| 2022 | Spider-Man: No Way Home    | MTV Movie & TV Awards              | Miglior team                                   | Candidato | [ 39 ]      |
| 2022 | Spider-Man: No Way Home    | Saturn Awards                      | Miglior attore                                 | Candidato | [ 40 ]      |

## Altri media

### Film
- Nella scena dopo i titoli di coda di Venom - La furia di Carnage (2021), Parker appare nel servizio televisivo visto da Eddie Brock e Venom appena giunti nel suo universo.[41]
- Nelle scene dopo i titoli di coda di Morbius (2022), Adrian Toomes viene trasportato dall'universo del MCU a quello del SSU a causa dell'incantesimo del Dottor Strange mostrato nella pellicola No Way Home; menzionando Spider-Man come possibile responsabile, Toomes convoca Michael Morbius per formare una squadra.
- Parker e gli eventi di No Way Home vengono indirettamente menzionati nel film d'animazione Spider-Man: Across the Spider-Verse (2023) dal personaggio di Miguel O'Hara, il quale si riferisce a lui come il "piccolo nerd su Terra-199999".[42]
- Peter viene citato da Wilson Fisk nel suo discorso elettoriale, nel secondo episodio della serie MCU Daredevil - Rinascita (2025), come "un uomo con il simbolo del ragno".

#### Progetti scartati
- Era previsto un cameo del Peter Parker di Tom Holland nel film animato Spider-Man - Un nuovo universo (2018), assieme alle versioni di Tobey Maguire e Andrew Garfield, ma successivamente l'idea è stata scartata.[43]
- Holland firmò per fare una comparsa in Venom, ambientato nel Sony's Spider-Man Universe (SSU), ma i Marvel Studios chiesero alla Sony di escludere la scena.[44]
- Il giornalista Jeff Sneider ha riferito che Sony aveva eseguito nuove riprese per Madame Web (2024) in modo da rimuovere i riferimenti all'ambientazione degli anni novanta, che avrebbe presentato la versione di Peter Parker di Andrew Garfield all'interno della continuity del film, per includere invece la versione di Tom Holland; tuttavia ogni riferimento a Spider-Man sarebbe poi stato rimosso per la mancata corrispondenza tra la sequenza temporale e l'età del personaggio.[45][46] Nell'aprile 2024, Sebastian Meyer ha pubblicato alcuni concept art da lui realizzati per il film, mostranti lo Spider-Man di Holland affrontare l'antagonista Ezekiel Sims.[47]

### Videogiochi
- La maggior parte delle tute di Spider-Man del MCU sono disponibili nel gioco del 2018 Marvel's Spider-Man sviluppato da Insomniac Games per PlayStation 4 e PlayStation 5.
- Lo Spider-Man di No Way Home è un personaggio giocabile in Fortnite insieme alla MJ di Zendaya.